# 天堂镇 (印江县)
天堂镇，是中华人民共和国贵州省铜仁市印江土家族苗族自治县下辖的一个乡镇级行政单位。

## 行政区划
天堂镇下辖以下地区：
天堂镇社区、天堂村、白岩村、花岩村、红山村、中团村、凉风村、百户村、开兴村、马井村、印朝村、红溪村、曹家村、民丰村、沙坝村、新泉村、九龙村、陡溪村、木根村、明光村、雀鸣村、茶园村、大院村、金城村、坳沟村、转龙村、水田村和中尧村。